# Daniel Kyri
Daniel Kyri (nascido a 10 de outubro de 1994) é um ator norte-americano, mais conhecido pelo seu papel de Darren Ritter na série Chicago Fire.

## Infância e educação
Kyri nasceu a 10 de outubro de 1994 e cresceu na zona sul de Chicago. Participou em diversas peças quando era criança, dando créditos à sua mãe pelo seu amor pelas artes e por se ter inscrito na After School Matters com 13 anos. Em 2007, apareceu no controverso reality show da CBS intitulado Kid Nation, com apenas 12 anos (embora fingisse ter 14), com o nome de D.K. tendo ganho uma "estrela dourada" de $20,000, prémio atribuído pelos seus pares.
Kyri frequentou a Universidade de Illinois em Chicago, formando-se em Performance do Teatro.

## Carreira
Kyri apareceu na curta-metragem de 2014 intitulada Perfect Day como Desmond, personagem baseada em Derrion Albert. Teve papéis em diversas produções de teatro em Chicago, incluindo Moby Dick, Macbeth e Ms. Blakk for President. Em 2015, fez de Logan no filme Henry Gamble's Birthday Party, e de Brock na minissérie de TV Saranormal. Em 2017, foi nomeado para o prémio Joseph Jefferson Equity pelo seu papel de ator principal na peça Objects in the Mirror, no Goodman Theatre.
Em 2018, Kyri teve o papel-título na produção de Hamlet do The Gift Theatre, tendo dado uma perfomance a que o Chicago Tribune chamou de "excelente". Junto com Bea Cordelia, escreveu e participou na série web intitulada The T, sobre uma relação entre uma mulher trans branca e um homem negro queer em Chicago. Estreou com uma projeção no Chicago Cultural Center.
Kyri fez uma audição para Chicago Fire em 2018, para o papel de Darren Ritter, incialmente previsto apenas para durar 2-3 episódios. Teve um papel recorrente na série nos dois anos seguintes, até ser promovido a regular em agosto de 2020. Teve um papel de investigador paranormal do YouTube no filme de horror de 2022 intitulado Night's End, da Shudder.

## Prémios
- Chicago Reader Melhor Ator de 2017[13]
- Windy City Times 30 under 30[13]

## Vida pessoal
Kyri identifica-se como queer. Disse, "Não consigo pensar em muitos exemplos de pessoas negras queer enquanto crescia... Passei muito tempo perdido no mar, reconciliando-me com a minha sexualidade."

## Filmografia

### Filmes
| Ano  | Título                        | Papel           | Notas          |
| ---- | ----------------------------- | --------------- | -------------- |
| 2014 | Perfect Day                   | Desmond         | Curta-metragem |
| 2015 | Unexpected                    | David           | Não creditado  |
| 2015 | Henry Gamble's Birthday Party | Logan           |                |
| 2019 | Mantoru                       | Jovem Guerreiro | Curta-metragem |
| 2020 | The Thing About Harry         | Voluntário      | Filme de TV    |
| 2020 | Killing Eleanor               | Will            |                |
| 2022 | Night's End                   | Dark Corners    |                |

### Televisão
| Ano          | Título             | Papel         | Notas                           |
| ------------ | ------------------ | ------------- | ------------------------------- |
| 2007         | Kid Nation         | Próprio       | Reality show                    |
| 2017         | Sarahnormal        | Brock         |                                 |
| 2018         | Chicago Med        | Lane Tucker   | Episódio: "Devil in Disguise"   |
| 2018         | The T              | Carter        | 6 episódios                     |
| 2018–present | Chicago Fire       | Darren Ritter | Pape principal                  |
| 2019         | Chicago P.D.       | Darren Ritter | Episódio: "Infection, Part III" |
| 2020         | Acting for a Cause | Mika          | Episódio: "Hit the Wall"        |